# モーリス・プレンダーガスト
モーリス・プレンダーガスト（Maurice Brazil Prendergast、1858年10月10日 - 1924年2月1日）はアメリカ合衆国の画家。 

## 略歴
カナダ・ニューファンドランド・ラブラドール州のセント・ジョンズで生まれた。弟のチャールズ・プレンダーガスト(Charles Prendergast:1863–1948)も画家となった。1868年に家族とボストンに移った。ボストンで商業美術の画家の見習いとして働き、ポスターなどの製作をした。プレンダーガストの単純で明るい色使いはポスター製作の経験からきているとする研究者もいる
1880年に絵を学ぶために弟のチャールズとパリに渡った。1891年から1895年までパリに滞在し、アカデミー・コラロッシでクルトワ(Gustave-Claude-Etienne Courtois)に学び、アカデミー・ジュリアンでバンジャマン＝コンスタン（Jean-Joseph Benjamin-Constant)に学んだ。パリではカナダ出身のジェームズ・モーリス(James Morrice)と知り合い、モーリスからイギリスの前衛画家たちウォルター・シッカートやオーブリー・ビアズリーを紹介された。フランスのポスト印象派の画家エドゥアール・ヴュイヤールやピエール・ボナールの作品から強い影響を受けた。ゴッホやジョルジュ・スーラの作品も学んだ。
1895年にボストンに戻り、水彩画やモノタイプ 版画を製作した。1898年にヴェネツィアを訪れ、15世紀の画家、ヴィットーレ・カルパッチョの風俗画からヒントを得て、プレンダーガスト固有の風俗画のスタイルを作り上げた。1900年にシカゴやニューヨークの画廊で個展を開いたが批評家の批判も受けた。1908年ロバート・ヘンライらが作った「The Eight」のグループ展に出展した。「The Eight」のメンバーではウィリアム・グラッケンズと生涯を通じての友人となった。プレンダーガストのスタイルは後に「アシュカン派」を創ることになる「The Eight」のメンバーと共通する点は少なく、「The Eight」のグループ展が審査員もなく、賞を争わない開かれた展覧会という趣旨に賛同して参加したものである。その後もいろいろな展覧会に出展し、有力なコレクターのコレクションに加えられることになった。

## 作品

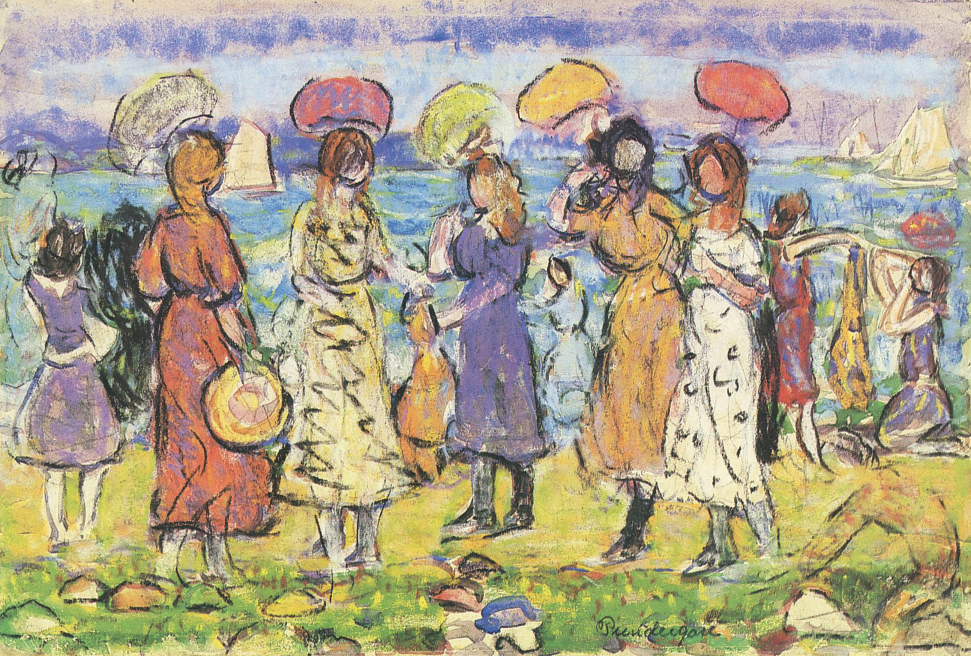
Sunny Day at the Beach
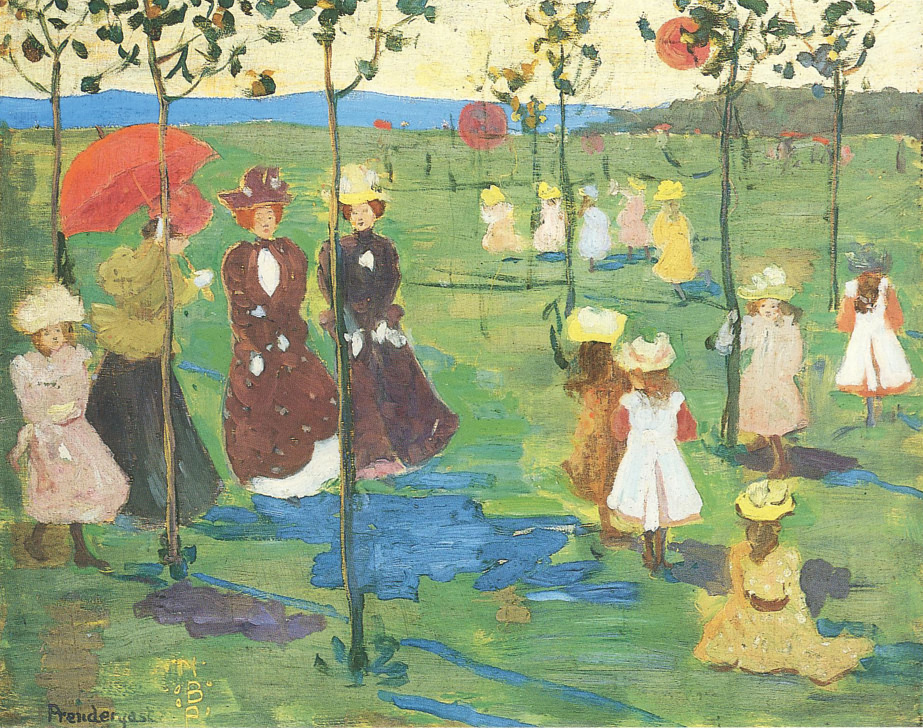
Franklin Park Boston (1895)
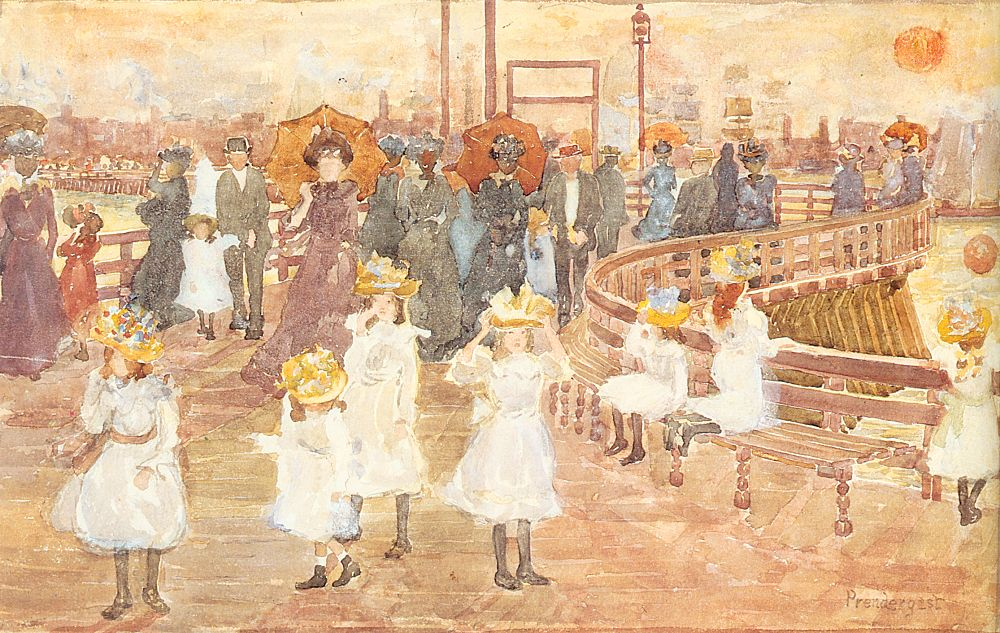
South Boston Pier (1895-97)
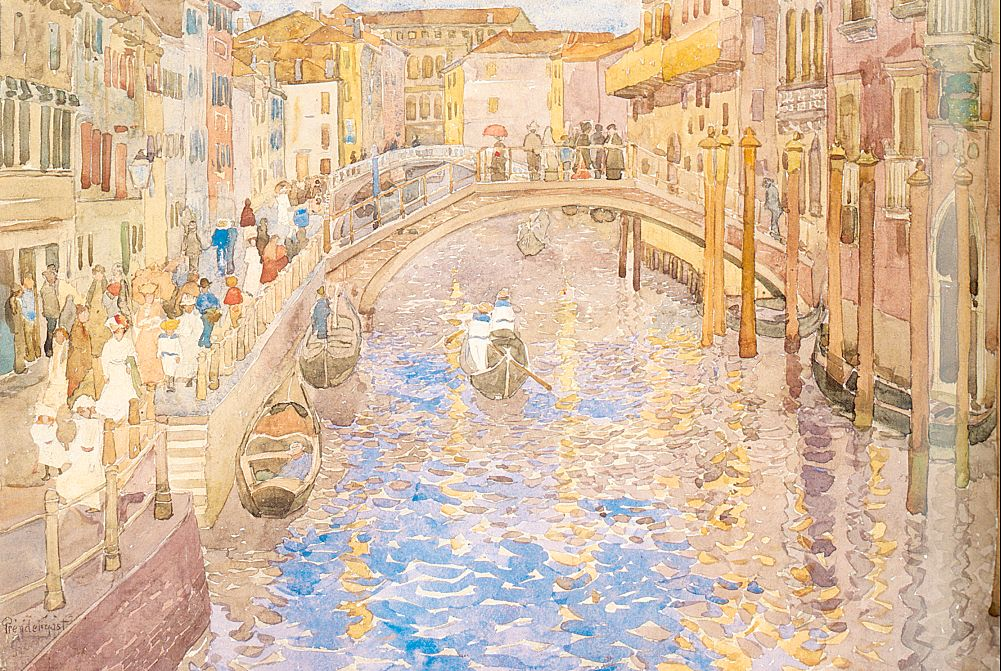
Venetian Canal Scene 1898-99
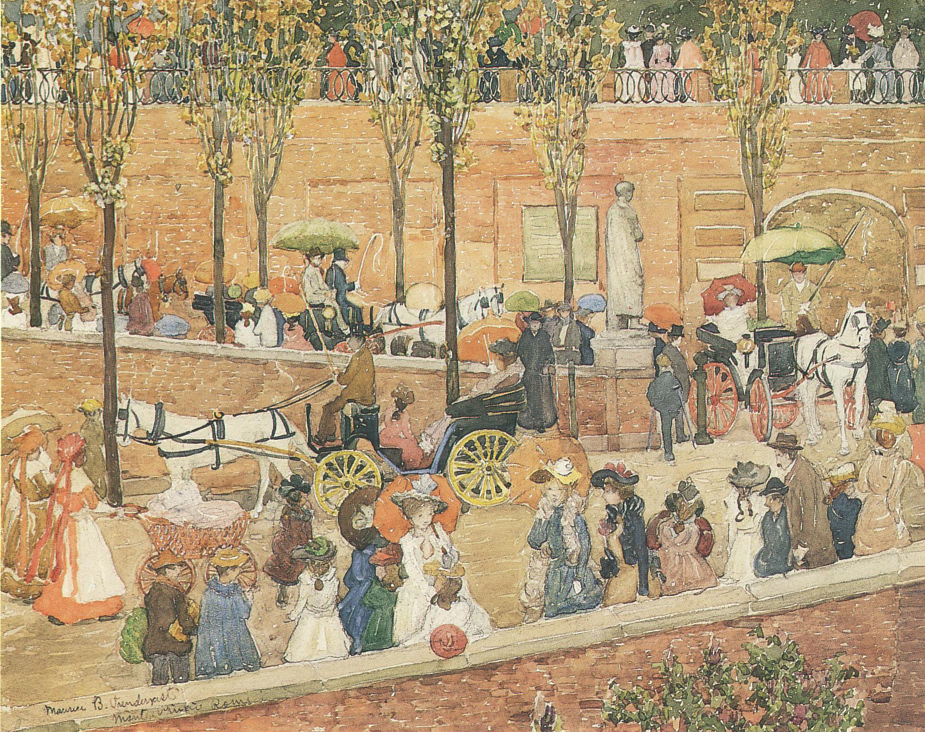
Monte Pincio Rome (1898-1899)
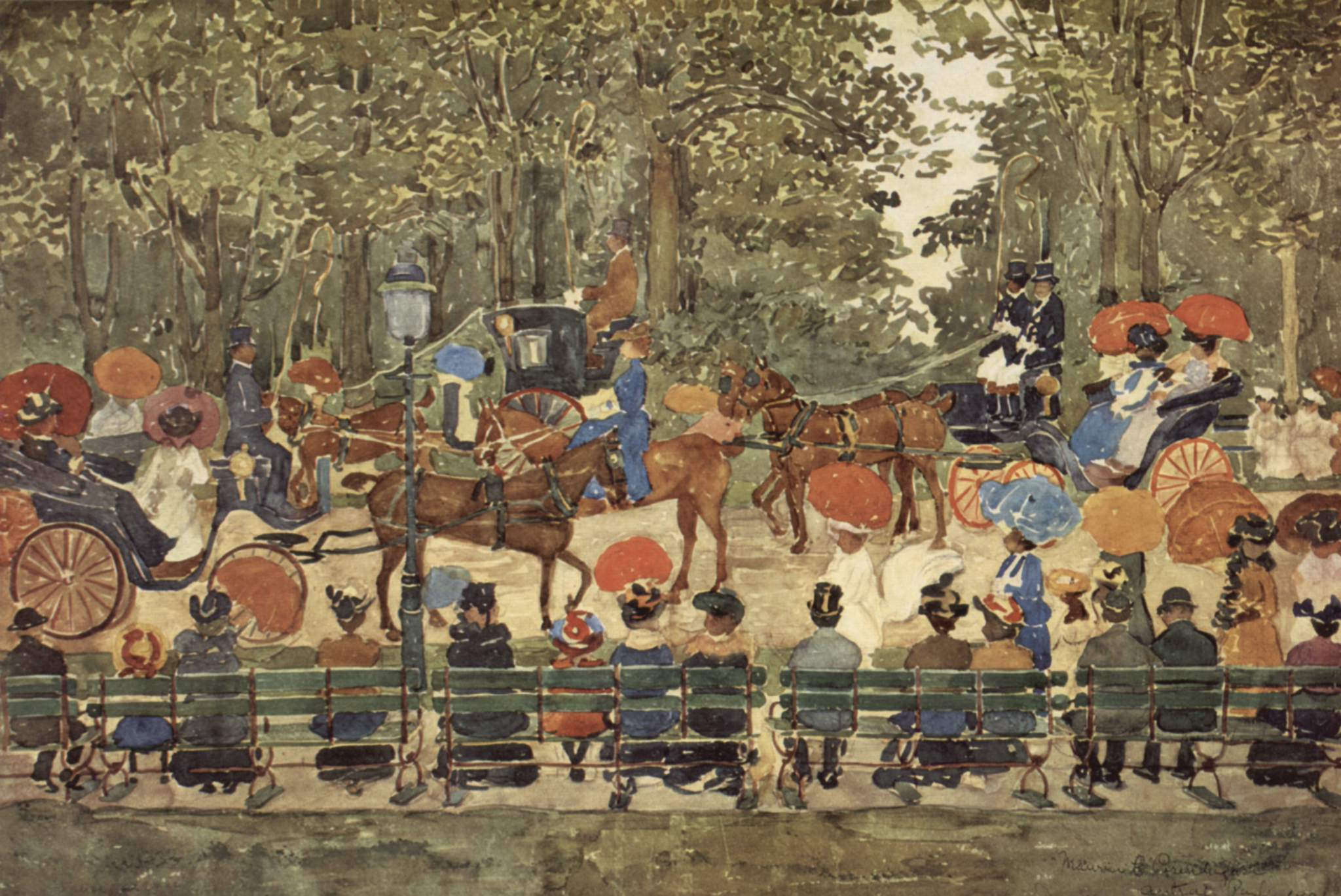
Central Park, New York (1901)
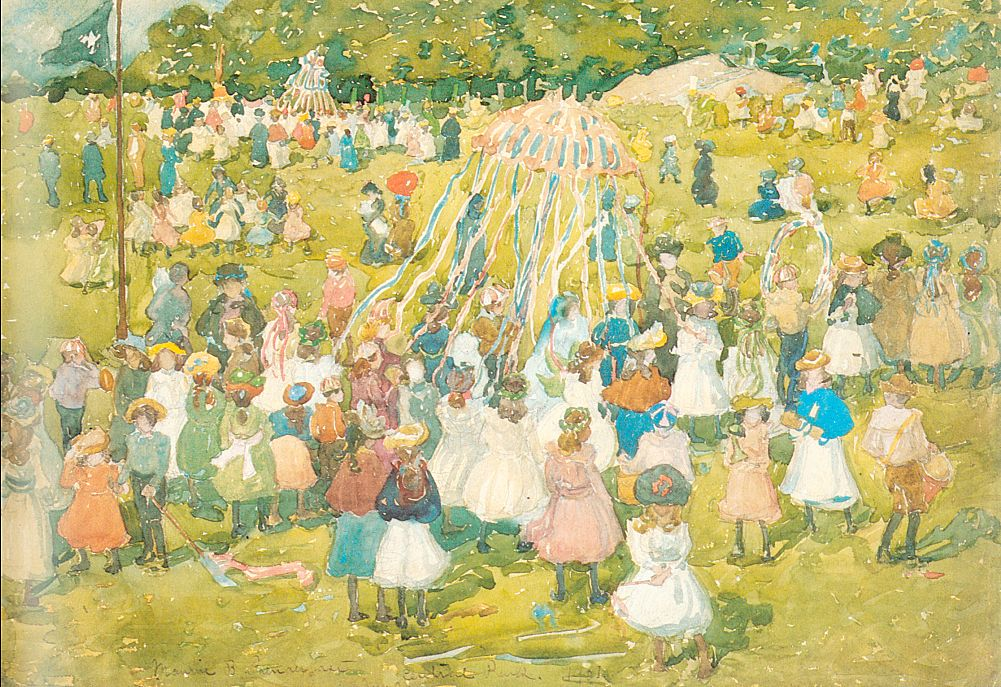
May Day Central Park (1901)
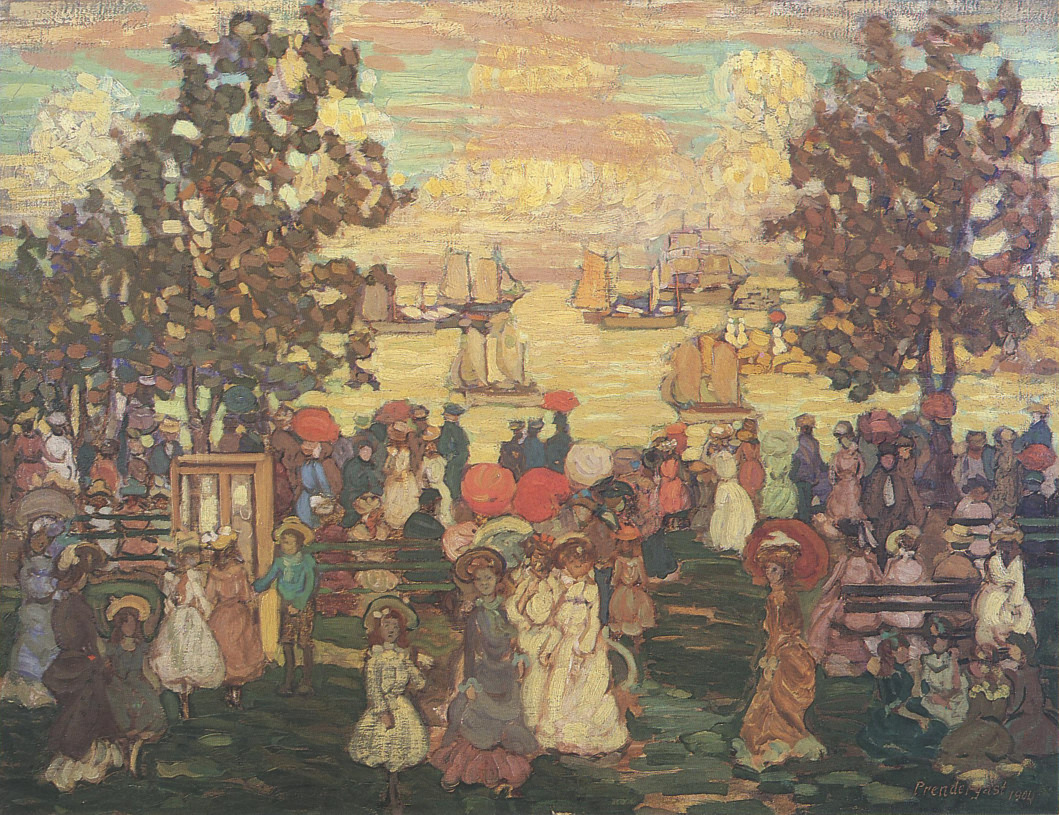
Salem Willows (1904)
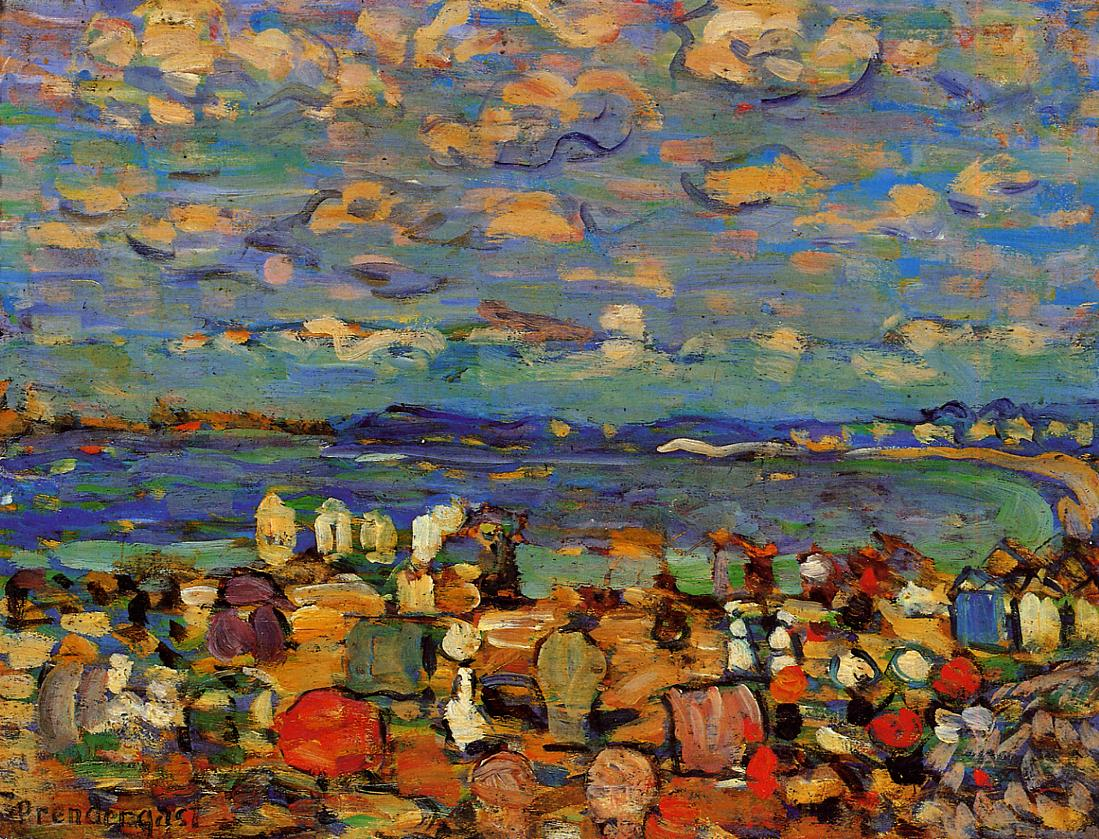
Crescent Beach (c. 1907)
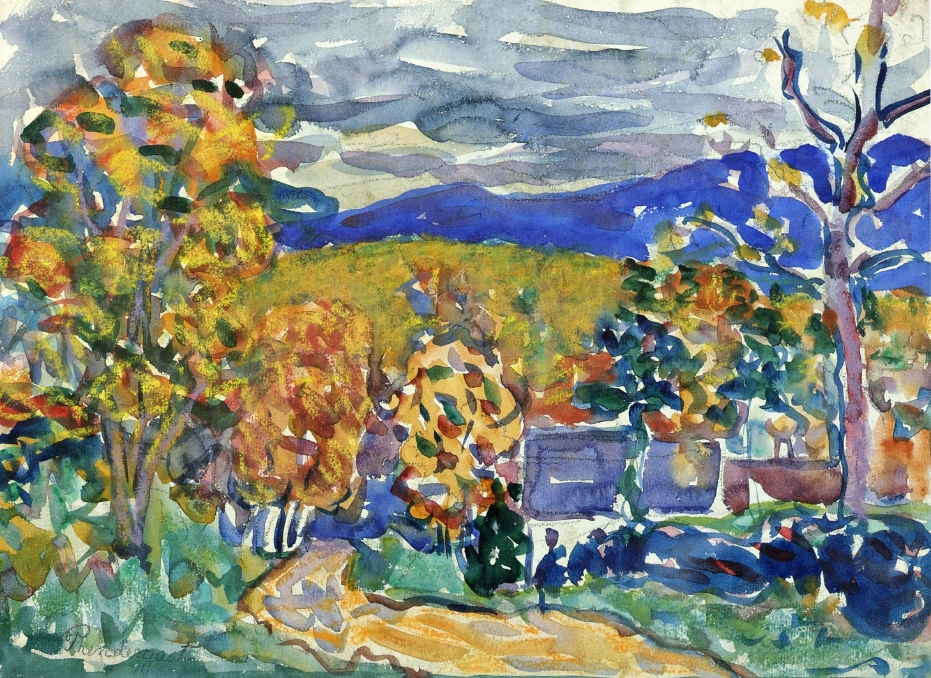
Autumn in New England (1910–13)
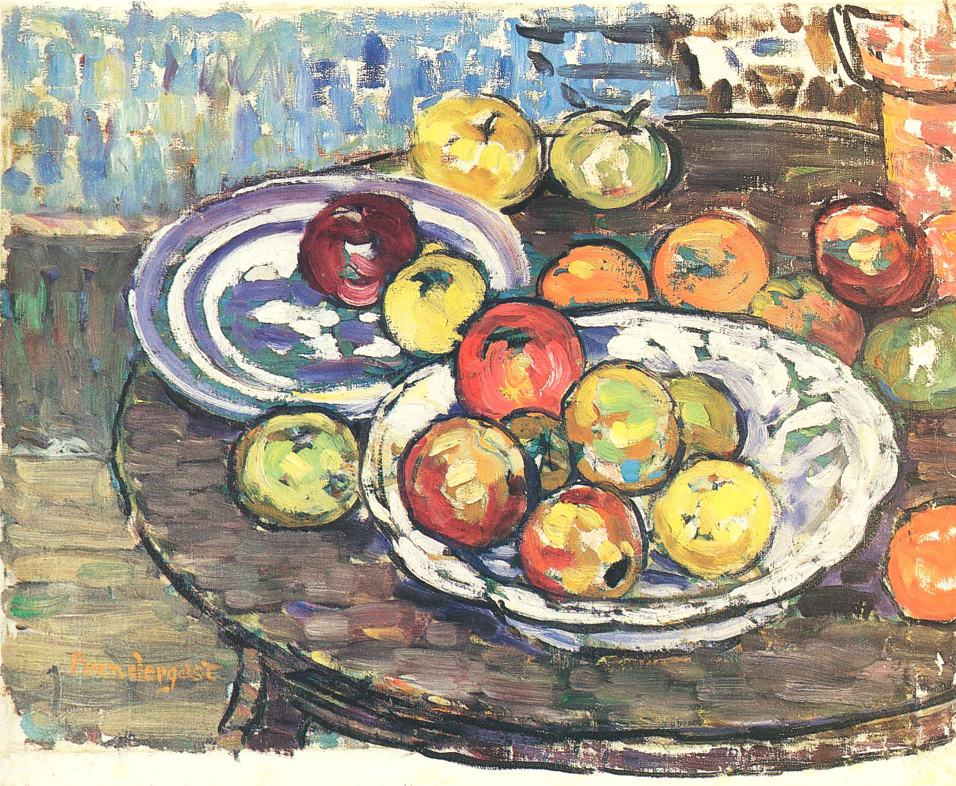
Still Life Apples Vase (1913–15)
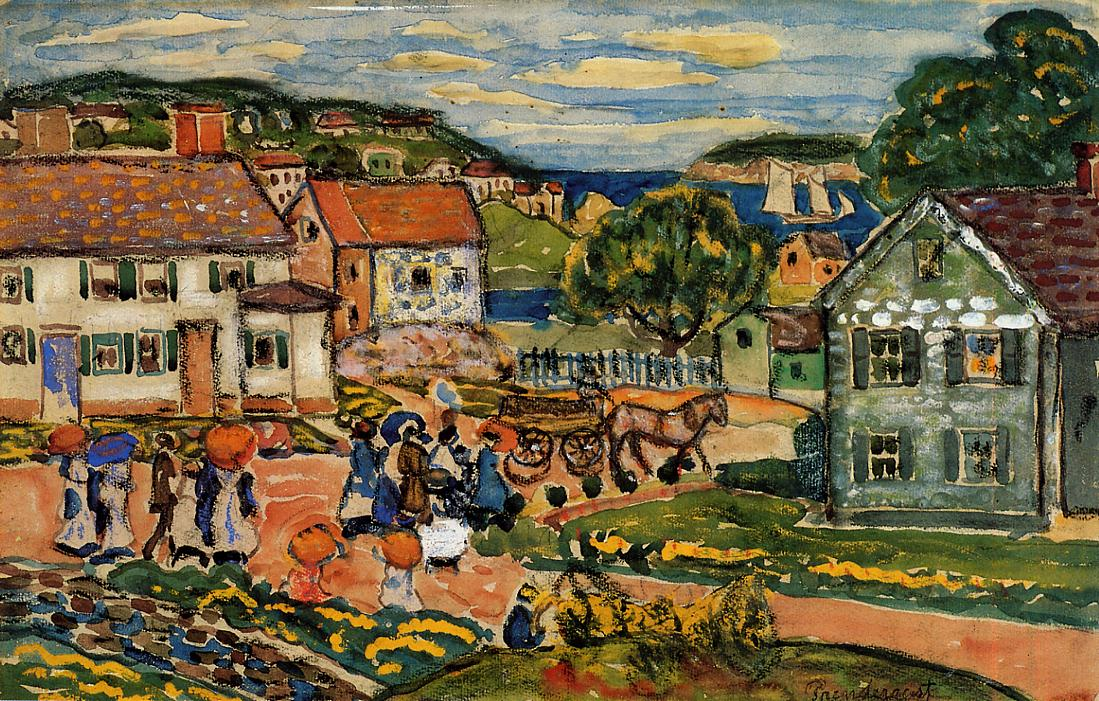
Marblehead (1914–15)